# Campionati europei di ciclismo su strada 2005 - Gara in linea maschile Under-23
La gara in linea maschile Under-23 dei Campionati europei di ciclismo su strada 2005 è stata corsa il 10 luglio 2005 in Russia, con partenza ed arrivo da Mosca, su un percorso totale di 163,3 km. La medaglia d'oro è stata vinta dal ceco František Raboň con il tempo di 4h03'06" alla media di 40,3 km/h, l'argento al danese Anders Lund e a completare il podio il belga Nick Ingels.
Al traguardo 88 ciclisti completarono la gara.

## Ordine d'arrivo (Top 10)
| Pos. | Corridore          | Squadra   | Tempo    |
| ---- | ------------------ | --------- | -------- |
| 1    | František Raboň    | Rep. Ceca | 4h03'06" |
| 2    | Anders Lund        | Danimarca | a 7"     |
| 3    | Nick Ingels        | Belgio    | s.t.     |
| 4    | Benoit Sinner      | Francia   | s.t.     |
| 5    | Philip Deignan     | Irlanda   | s.t.     |
| 6    | Maksim Bel'kov     | Russia    | s.t.     |
| 7    | Dmitrij Kozončuk   | Russia    | s.t.     |
| 8    | Greg Van Avermaet  | Belgio    | s.t.     |
| 9    | Simon Špilak       | Slovenia  | s.t.     |
| 10   | Dmytro Hrabovs'kyj | Ucraina   | s.t.     |